# نورمان كوزينز
نورمان كوزينز (بالإنجليزية: Norman Cousins)‏ هو صحفي وبروفيسور وكاتب أمريكي، ولد في 24 يونيو 1915 في يونيون سيتي في الولايات المتحدة، وتوفي في 30 نوفمبر 1990 في لوس أنجلوس في الولايات المتحدة بسبب قصور القلب وشلل القلب.

## بداية حياته
وُلد كوزينز في غرب هوبكين، بنيو جيرسي (التي أصبحت فيما بعد يونيون سيتي). في سن الحادية عشرة من عمره، شُخص خطأً بداء السل ووُضع في مصحة. على الرغم من ذلك، كان شابًا رياضيًا، وادَّعى أنه كصبي صغير «بدأ يكتشف الحماسة».
التحق كوزينز بمدرسة ثيودور روزفلت الثانوية في برونكس، بمدينة نيويورك، وتخرج في 3 فبراير 1933. وحرَّر جريدة المدرسة الثانوية «الإنصاف» والتي كانت دليلًا على قدراته التحريرية. حصل على درجة البكالوريوس من كلية المعلمين، جامعة كولومبيا، في مدينة نيويورك.

## الحياة المهنية
انضمَّ إلى موظفي صحيفة نيويورك إيفنينج (نيويورك بوست الآن) في عام 1934، تعاقد معه مكتب كارنت هستوري كناقد للكتب عام 1935. ترقَّى لاحقًا لمنصب مدير التحرير. كما صادق موظفي مجلة ساترداي ريفيو للأدب (أُعيدت تسميتها فيما بعد إلى ساترداي ريفيو)، والتي كانت مكاتبها في نفس المبنى، وانضمَّ لموظفي هذه المجلة أيضًا بحلول عام 1940. عُيّن رئيسًا للتحرير عام 1942، وهو المنصب الذي كان يشغله حتى عام 1972. وزادت مبيعات المجلة تحت إدارته من عشرين ألف إلى ستمئة وخمسين ألف.
كانت تتمثل فلسفته تجاه عمله في تعليماته لموظفيه «ليس فقط لتقييم الأدب، ولكن لمحاولة خدمته ورعايته وحمايته». اعتقد كوزينز أنَّ «هناك حاجة لكُتَّاب يمكنهم استعادة تراث الكتابة العريق الذي يقود في الأزمات». كان مؤمنًا مدى الحياة بقوة الأمل وواقعية التفاؤل. نجّاه أحد مبادئه المعروفة «الحياة مغامرة في المغفرة»، ولكنه لم يكن لديه صبر لأولئك الذين يلوون الحقيقة عن عمد سواء كان ذلك من أجل المصلحة الشخصية أو في نطاق المجال السياسي. كانت نزاهة الكلمات، في الحديث وفي الكتابة، شيئًا مقدسًا بالنسبة له. ففي رأيه، يُعد الاستخدام الصادق للكلمات قيمة أساسية وعلامة مميزة للإنسان.
التحق كوزينز بكلية لوس أنجلوس، بجامعة كاليفورنيا عام 1978، وأصبح أستاذًا مساعدًا في قسم الطب النفسي وعلوم السلوك الحيوية «البيولوجية». درَّس علم الأخلاق والأدب الطبي. كان مجال اهتمام بحثه العلمي هو الربط بين السلوك والصحة.
استشهدت ابنة كوزينز، سارة شابيرو، والتي كانت طالبة جامعية في نفس الجامعة، برأي رئيس قسم الإعلانات بمجلة ساترداي ريفيو فقالت «ثلاثين عامًا كمحرر لجريدة ساترداي ريفيو، ولم يطرد أبي أحدًا أبدًا خلال هذه المدة».

## النشاط والآراء السياسية
من الناحية السياسية، كان كوزينز نصيرًا قويًا للقضايا الليبرالية، مثل نزع السلاح النووي والسلام العالمي الذي روَّج له من خلال كتاباته في مجلة ساترداي ريفيو. في منتدى بعنوان «السعي من أجل السلام» بجامعة كاليفورنيا، بيركلي في عام 1984، ذكر كوزينز الافتتاحية الطويلة التي كتبها في 6 أغسطس عام 1945، اليوم الذي أسقطت فيه الولايات المتحدة القنبلة الذرية في هيروشيما. في مقال بعنوان «أُبيد الإنسان الحديث»، صرَح كوزينز فيه عن شعوره بالأسف الشديد بشأن استخدام القنبلة لإبادة البشر، وناقش في الافتتاحية الآثار الاجتماعية والسياسية التي تُخلِفها القنبلة الذرية والقوة النووية. سارع لنشرها في اليوم التالي في المجلة، وكان الإقبال عليها كبيرًا، أُعيدت طباعتها في الصُحف في جميع أنحاء البلاد، وتوسعَت إلى كتاب أُعيدت طباعته بلغات مختلفة.
في أعقاب أزمة الصواريخ الكوبية عام 1962، رأى الرئيس جون ف. كينيدي أنه هو الوحيد القادر على وضع اتفاقية يقبلها نيكيتا خروتشوف لتجنب الحرب النووية. كلَف الطرفان وُسطاء غير رسميين لنقل الخطابات ذهابًا وإيابًا خارج الطرق الدبلوماسية المعتادة. فعلى سبيل المثال، كلَف كينيدي نورمان كوزينز، الذي كان يحظى بتقدير كبير في موسكو، لقيادته ساين، بلجنة ضد السياسة النووية. وقد ساعد ذلك الزعيمين على صياغة معاهدة الحظر الجزئي للتجارب النووية والتي نجحت نجاحًا كبيرًا عام 1963.
على الرغم من دوره كمدافع عن الليبرالية، أعرب كوزينز ساخرًا عن معارضته لمشاركة النساء في سوق العمل. عندما علم في عام 1939 أن عدد النساء في القوى العاملة على مقربَة من عدد الرجال العاطلين عن العمل، عرض هذا الحل ألا وهو «ببساطة، فصل النساء اللائي يجب ألا يعملن على أي حال، وتوظيف الرجال بدلًا عنهن». هتف قائلًا بسرعة: لا بطالة، لا قائمة إغاثة، لا اكتئاب.
في خمسينيات القرن العشرين، لعب كوزينز دورًا بارزًا في جلب عذارى هيروشيما، وهي مجموعة من خمسة وعشرين هيباكوشًا، إلى الولايات المتحدة لتلقي العلاج الطبي.
في الستينيات، بدأ مؤتمرات دارتموث الأمريكية السوفيتية لعملية السلام.
كتب كوزينز أيضًا مجموعة من الكتب الواقعية حول نفس المواضيع، مثل كتاب «من يتحدث باسم الإنسان؟» عام 1953، الذي دعا إلى نزع السلاح النووي والاتحاد العالمي. كما شغل منصب رئيس الاتحاد الفدرالي العالمي ورئيس لجنة السلام السياسية لوقف الحرب النووية، والتي حذرت في الخمسينيات من القرن العشرين من أن العالم متجه نحو محرقة نووية إذا لم يوقفوا خطر سباق التسلُّح النووي. أصبح كوزينز سفيرًا غير رسمي في الستينيات من القرن العشرين، وسهَّل التواصل بين الهولي سي، والكرملين، والبيت الأبيض في المبادرة لإبرام معاهدة حظر التجارب النووية بين الاتحاد السوفيتي وأمريكا، والتي شكره عليها الرئيس جون ف. كينيدي والبابا يوحنا الثالث والعشرين، الذي منحه ميداليته الشخصية. مُنح كوزينز أيضًا جائزة إليانور روزفلت للسلام في عام 1963، وجائزة رجل الأسرة لهذا العام في عام 1968، وميدالية الأمم المتحدة للسلام عام 1971، وجائزة نيوانو للسلام وجائزة ألبرت شويتزر للإنسانية، كلاهما في عام 1990. كان أيضًا عضوًا في مجلس أمناء خدمة العلوم، المعروف الآن باسم جمعية العلوم والعامة، من عام 1972 إلى عام 1975.

## المرض، العلاج والشفاء بالضحك
أجرى كوزينز بحثًا عن الكيمياء الحيوية للمشاعر البشرية، التي اعتقد لفترة طويلة أنها مفتاح نجاح البشر في مكافحة المرض. كان ذلك اعتقاده الذي حافظ عليه حتى أثناء صراعه المفاجئ مع مرض النسيج الضام المشلول، والذي كان يُعرف بمرض الكولاجين أيضًا. أكَد الخبراء في عيادة الدكتور روسك هذا التشخيص وأضافوا تشخيص التهاب الفقار القسطي. أُخبر بأنه لديه فرصة واحد من خمسمئة للشفاء، وضع كوزينز برنامج العلاج الخاص به. تناول جرعات هائلة من فيتامين ج حقنًا عبر الوريد، وأدخل نفسه في نوبات من الضحك من خلال مشاهدة برنامج كاميرا كانديد، والأفلام الكوميدية المختلفة. غير أن موقفه الإيجابي لم يكن جديدًا عليه، كان دائمًا متفائلًا، معروفًا بعطفه على الآخرين، وحبه القوي للحياة نفسها. قال إنه: «اكتشفت سعيدًا أن الضحك الحقيقي من القلب لمدة عشر دقائق له تأثير المخدر، الذي يمنحه ساعتين على الأقل من النوم دون ألم». «عند تلاشي تأثير الضحك المُسكن، عادة ما ندير جهاز عرض الصور المتحركة مرة أخرى، سيؤدي ذلك إلى فاصل زمني آخر خالٍ من الألم». عرض تجربته عن صراعه مع المرض واكتشافه للعلاج بالضحك في كتابه «تشريح المرض» كما تصوره.
كتبت فلورنس رودرمان في تعليق لها عن السؤال عما إذا كان كوزينز قد عالج مرضه «من الممكن جدًا أن كوزينز تعرض لحالة التهاب حاد في المفاصل، والتي هدأت ببطء ولكن بشكل طبيعي تمامًا.
في وقتٍ لاحق من حياته، حارب هو وزوجته إيلين معًا مرض القلب الذي أصابه، ومرة أخرى من خلال ممارسة التمرينات الرياضية، واتباع نظام يومي للفيتامينات، وبالتغذية الجيدة التي توفرها محاصيل حديقة إيلين العضوية. كتب مجموعة من الكتب الواقعية، الأكثر مبيعًا عن المرض والشفاء، فضلًا عن مذكرات سيرته الذاتية في عام 1980: خيارات البشر: مذكرة سيرة ذاتية.

## تصوير الفيلم
لعب الممثل إد آسنر دور كوزينز في فيلم تلفزيوني عام 1984 بعنوان تشريح مرض، والذي استُوحِي من كتاب كوزينز عام 1979، تشريح المرض كما يتصوره المريض، خواطر عن الشفاء.
لم يكن كوزينز سعيدًا بالترويج التُجاري للفيلم، وبالمبالغات المثيرة التي صنعتها هوليوود من تجربته. ذُهل كوزينز وأفراد آخرين من عائلته من دور أسنر، لكونهما لا يشبهان بعضهما جسديًا إلا قليلًا. حاول آسنر بإخلاص، أن يتقمص دور كوزينز وينقل مشاعره، وقد شعر كوزينز بذلك، وبمجرد انتهاء الفيلم، دعا آسنر كوزينز إلى النظر إلى الفيلم بشيءٍ من التسامح إن لم يكن بالفرحة.

## الوفاة
توُفي كوزينز بسبب فشل في عضلة القلب في 30 نوفمبر عام 1990 في لوس أنجلوس، بعد أن نجا لسنواتٍ أطول مما توقع أطباؤه: بعد عشر سنوات من أول نوبة قلبية له، وبعد ستة وعشرين عامًا من مرض الكولاجين، وستة وثلاثين عامًا بعد تشخيص أطبائه له لأول مرة بمرض القلب.
ربَّى هو وزوجته إلين أربعة أطفال: الطبيبة أندريا كوزينز من نورثهامبتون، بماساتشوستس. المتوفية الآن إيمي كوزينز. الطبيب كانديس كوزينز من أوكلاند بكاليفورنيا، والكاتبة سارة شابيرو من القدس، إسرائيل. عاش مع أطفاله وستة وعشرين حفيدًا، ودُفن في جبل، في مقبرة يهودية في لبنان في نيوجيرسي، إلى جانب زوجته ووالديه، صموئيل كوزينز، وسارة ميلر كوزينز.
بعد يوم من خبر وفاته، نُشر نعي يحتوي على مزيد من المعلومات، بشكل رئيسي عن مهنته في الكتابة والتحرير، في عدد 2 ديسمبر عام 1990 من صحيفة نيويورك تايمز.

## وصلات خارجية
- نورمان كوزينز على موقع الموسوعة البريطانية (الإنجليزية)
- نورمان كوزينز على موقع إن إن دي بي (الإنجليزية)